# 애니콜 조르지오 아르마니
애니콜 조르지오 아르마니(Anycall Giorgio Armani)는 삼성전자가 2009년 11월 2일에 출시한 휴대 전화이다. 조르조 아르마니가 디자인하고 삼성전자가 개발한 제품이다.

## 모델별 차이
각 모델별 차이는 아래와 같다.
| 모델명    | 통신사   |
| --------- | -------- |
| SCH-W820  | SK텔레콤 |
| SPH-W8200 | KT       |